# Folia hot-stamping

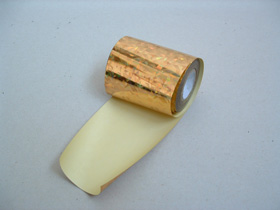
Dyfrakcyjna folia do hot-stampingu, odwinięta część uwidacznia powierzchnię klejową

Folia hot-stamping (folia do tłoczenia na gorąco, folia do termodruku, folia do hotprintu) – materiał używany w poligrafii do uszlachetnianiu po druku, znakowań, zabezpieczeń druków za pomocą techniki zwanej tłoczeniem folią na gorąco hot-stampingiem (termodrukiem, hotprintem). Folię hot-stampingową używa się w celu nadrukowania termicznego na podłożach drukowych (np. papierach, kartonach, tworzywach sztucznych, skórze, materiałach introligatorskich, drewnie) za pomocą matryc podgrzanych do temperatur ponad 100 °C. Folia ta stosowana jest na opakowaniach, etykietach, kartkach okolicznościowych, okładkach książek i czasopism itp.

## Charakterystyka warstw folii do hot-stampingu
- warstwa poliestrowa PET stanowi fizyczny nośnik dla pozostałych warstw. Grubość tej warstwy wynosi 12 μm. Od jej jakości zależy to czy prawidłowo można folię nawinąć na rolki (folia jest konfekcjonowana w postaci rolek) i czy równo prowadzi się w maszynach do hot-stampingu
- warstwa rozdzielająca jest to warstwa silikonowa lub termotopliwego wosku, pozwala na oderwanie warstwy nośnika od pozostałych warstw w czasie procesu hot-stampingu
- warstwa lakieru, chroniąca termonadruk przed ścieraniem nadaje również folii połysk (są folie z połyskiem, matowe i półmatowe) oraz barwę (folie mają różną barwę, a w przypadku folii srebrnych warstwa lakieru jest bezbarwna)
- warstwa aluminium, która nadaje charakterystyczny, metaliczny połysk metalicznym foliom do hot-stampingu (są też folie bez odcienia metalicznego, nie posiadające warstwy aluminium)
- warstwa klejowa, która pozwala nakładać duże płaszczyzny folii albo detale i która decyduje o zastosowaniu folii (dobór do rodzaju podłoża, np. papier, tworzywa sztuczne, drewno, powierzchnie lakierowane, powierzchnie skóropodobne, skórzane)

Rozgrzana matryca styka się z poliestrowym nośnikiem. Temperatura przenika przez wszystkie warstwy folii do hot-stampingu i dociera do warstwy klejowej, którą roztapia dokładnie w takim kształcie, jaki miała powierzchnia matrycy. Klej stykając się z podłożem drukowym wtapia się weń. Po usunięciu nacisku matrycy możliwe jest oderwanie folii nośnej, a na podłożu pozostaje wraz z klejem fragment warstwy aluminium i lakieru (dzięki warstwie rozdzielającej ułatwiającej rozwarstwienie się).

przekrój poprzeczny ukazujący warstwy folii do hot-stampingu

## Rodzaje folii
Folie hot-stamping można podzielić na grupy:
- folie metaliczne: srebrna, złote w różnych odcieniach, kolorowe – folie te występują jako folie błyszczące i matowe (ewentualnie półmatowe),
- folie pigmentowe: kolorowe błyszczące lub matowe charakteryzujące się pełnym kryciem,
- folie perłowe: kolorowe, często o dużej transparentności,
- folie dyfrakcyjne: stanowią szczególną odmianę folii metalicznych, bo posiadające mikrorowki tworzące siatkę dyfrakcyjną, folie te mogą posiadać jednolicie mieniącą się całą powierzchnię lub zawierać wzory holograficzne produkowane seryjnie lub na indywidualne zamówienie.